# Tan Jiaxin
Pour les articles homonymes, voir Tan.
Tan Jiaxin est une gymnaste artistique chinoise née le 3 décembre 1996 à Changsha. Elle a remporté avec Fan Yilin, Mao Yi, Shang Chunsong et Wang Yan la médaille de bronze du concours par équipes aux Jeux olympiques d'été de 2016 à Rio de Janeiro.